# Garik Soukatchev
Pour les articles homonymes, voir Soukatchev.
Igor Ivanovitch Soukatchev dit Garik Soukatchev (en russe : И́горь (Га́рик) Ива́нович Сукачёв), né le 1er décembre 1959 à Miakinino dans l'Oblast de Moscou en URSS, est un auteur-compositeur et chanteur de rock soviétique puis russe. Il est leader du groupe Brigada-C (1986-1994) et Neprikasaemye (1994-2013). L'artiste a également signé cinq films en tant que réalisateur.

## Biographie
En 1977, Soukatchev fonde son premier groupe Zakat solntsa vruchnuyu (Закат Солнца вручную) et sort l'album du même nom en 1979. En 1982, voit le jour le nouveau groupe Postskriptum qui est le fruit de sa collaboration avec le guitariste d'ensemble musical Redkaya ptitsa (Редкая птица) Evgueni Khavtan. Ils ont le temps d'enregistrer l'album Ne univay ! (Не унывай!) avant de se séparer un an plus tard. Après le départ de Garik, le groupe prend le nom Bravo.
Entre-temps, Soukatchev fait des études à l'école technique du transport ferroviaire, puis, obtient le diplôme de metteur en scène à l'école de la culture de Lipetsk en 1987. Pendant ses études il fait connaissance de Sergueï Galanine. Ensemble, ils fondent Brigada-C en 1986 qui par sa participation dans le film de Savva Koulich (en) Tragédie dans le style rock (1988) gagne une renommée nationale.
Si les premières compositions de Brigada-C s'apparentent plutôt au hard rock, plus tard, à partir de 1987, quand l'ensemble intègre un saxophone, deux trompettes et le trombone, Soukatchev définit son style comme new-punk-jazz.
En 1989, plusieurs membres parmi lesquels se trouve aussi Sergueï Galanine quittent le groupe, mais Soukatchev poursuit avec de nouveaux musiciens jusqu'en 1994, l'année de dissolution de Brigada-C. Soukatchev déclare vouloir quitter le domaine musical, mais la même année, il est de retour sur scène avec Neprikasaemye ce qu'on peut littéralement traduire comme les Intouchables.
Parallèlement à sa carrière de musicien, Soukatchev fait de fréquentes apparitions au cinéma et s'essaye même au doublage des dessins animés. En 1997, il signe son premier film La Crise de l'âge mûr. Il renouvellera cette expérience en 2001, en réalisant La Fête, puis, en 2010, avec La Maison du Soleil.
En 1997, on lui attribue le Prix Tchaïka dans la catégorie "Mélodies et rythmes" pour le meilleur arrangement musical de la saison théâtrale pour le spectacle La méchante ou le cri du dauphin (Théâtre d'art Anton-Tchekhov d'après la pièce d'Ivan Okhlobystine mise en scène par Mikhaïl Efremov).
En 2009, l'artiste fête son 50e anniversaire sur la scène d'Olimpiisky Indoor Arena avec un concert de rock grandiose, intitulé 5:0 en ma faveur (5:0 в мою пользу), retransmis par la principale chaîne de télévision nationale de Russie Perviy Kanal.
En 2017, il réalise un film documentaire Ce qui est en moi (То, что во мне) après avoir parcouru sur son Harley Davidson la voie de la Tchouïa de Barnaoul à la frontière avec la Mongolie au pied des montagnes de l'Altaï.

## Filmographie
- 1997 : La Crise de l'âge mûr (ru) (Krizis srednego vozrasta)
- 2001 : La Fête (Prazdnik)
- 2010 : La Maison du Soleil (Дом Солнца, Dom Solntsa)
- 2017 : Ce qui est en moi (То, что во мне)
- 2021 : Souviens (Помнишь)